# 小川晃司
小川 晃司（おがわ こうじ、1968年6月20日 - ）は、日本の競艇選手。登録番号3352。身長161cm。体重50kg。血液型O型。62期。福岡支部所属。福岡県出身。

## 小川晃司VS阿波勝哉
小川は登録番号3857の阿波勝哉などと同じく、典型的なアウト屋である（まくりの阿波勝哉と違い、まわり足を重視している）。その2人の共に戦ったレースの戦績は
- 早春カップ競走 8R一般 大村
- 一般競走 6R予選 常滑
- 一般競走 12R優勝戦 常滑
- 第43回サンケイスポーツ旗争奪GSS競走 9R予選特別B戦 住之江
- 第32回高松宮記念特別競走 2R一般戦 住之江
- 公営ジャーナル杯競走 12R特選 大村
- 公営ジャーナル杯競走 10R準優勝戦 大村
- 公営ジャーナル杯競走 12R優勝戦 大村

（1997年5月1日以降　計8件）
公営ジャーナル杯競争の特選では、企画レースとして、アウトレーサー3選手（吉岡修、小川晃司、阿波勝哉）を同じ競争で出走させる番組を組んだ。進入は、年功序列の順となり吉岡が6コース、小川が5コース、阿波が4コースとなった。
実際のレース
2019年2月27日若松12R（若松夜王シリーズ第5戦BOATBoyカップ個性派王決定戦）では1番艇から小川、澤大介、阿波と3人のアウト屋が内の3艇に揃って出走。この時は年長の小川が大外6コースから出走した（レースは小川晃司の6着）。